# Henry P. Baldwin

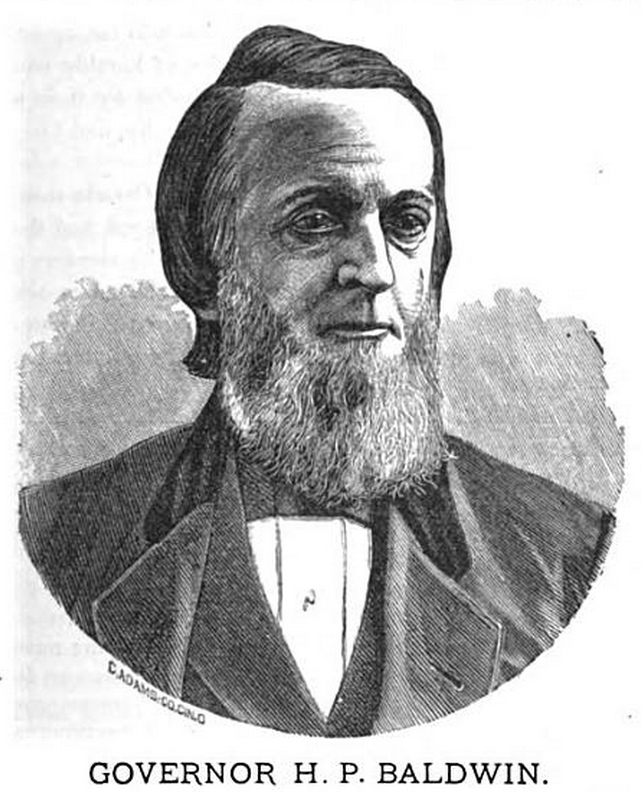
Henry P. Baldwin

Henry Porter Baldwin, född 22 februari 1814 i Coventry, Rhode Island, död 31 december 1892 i Detroit, Michigan, var en amerikansk republikansk politiker. Han var guvernör i delstaten Michigan 1869–1873. Han representerade Michigan i USA:s senat 1879–1881.
Baldwin var länge verksam inom partihandeln i Detroit. Han var med om att grunda republikanerna i Michigan år 1854. Mötet hölls i staden Jackson. Tillsammans med det första mötet av republikanerna i Wisconsin betraktas det mötet som startskottet för Republikanska partiet i USA. Baldwin var ledamot av delstatens senat 1861–1862. Han därefter verksam som bankdirektör i Detroit.
Baldwin efterträdde 1869 Henry H. Crapo som guvernör. Han efterträddes 1873 av John J. Bagley. Senator Zachariah Chandler avled 1879 i ämbetet och efterträddes av Baldwin. Han efterträddes i sin tur 1881 som senator av Omar D. Conger.
Baldwin var anglikan. Han gravsattes på Elmwood Cemetery i Detroit.